# Odznaka Honorowa Biura Ochrony Rządu
Odznaka Honorowa Biura Ochrony Rządu – polskie odznaczenie resortowe ustanowione 16 marca 2001 w formie odznaki honorowej udzielanej przez Szefa Biura Ochrony Rządu jako wyróżnienie dla funkcjonariuszy BOR, którzy wzorowo wykonują obowiązki, przejawiają inicjatywę w służbie lub doskonalą  kwalifikacje zawodowe. Odznaka może być przyznana funkcjonariuszowi nie więcej niż trzykrotnie, a kolejne przyznanie odznaki nie może nastąpić wcześniej niż po upływie trzech lat od poprzedniego przyznania. Odznaka przynawana była do 1 lutego 2018, kiedy zlikwidowano BOR. Zastąpiła ją Odznaka Honorowa Służby Ochrony Państwa.
Odznakę honorową stanowi podwójny pierścień, wpisany w owal o wymiarach 47 × 37 mm. Między pierścieniami na polu z granatowej emalii jest umieszczony złocony napis „BIURO OCHRONY RZĄDU”. Wewnątrz pierścienia, na polu z szafirowej emalii, umieszczony jest srebrzony i oksydowany wizerunek sokoła trzymającego w szponach tarczę herbową z emalii w barwach narodowych. Wymiary odznaki wynoszą 47 × 37 mm, średnica zewnętrznego pierścienia — 37 mm, a pierścienia wewnętrznego — 32 mm. Na rewersie znajduje się grawerowany napis „Odznaka Honorowa Biura Ochrony Rządu”.
Odznaka honorowa wykonana jest z metalu i zawieszona na metalowej przywieszce długości 40 mm i szerokości 10 mm, z dwoma paskami z czerwonej emalii, długości 3 mm i szerokości 10 mm, umieszczonymi od brzegu przywieszki po obydwu stronach, oraz z symetrycznym względem środka paskiem wykonanym z granatowej emalii, długości 16 mm i szerokości 10 mm. Pomiędzy paskami czerwonymi a paskiem granatowym znajdują się paski z białej emalii, o długości 9 mm i szerokości 10 mm.
Odznaka noszona jest na kurtce munduru na środku lewej górnej kieszeni, między guzikiem klapki a dolną krawędzią.